# Cybocephalus festivus
Cybocephalus festivus là một loài bọ cánh cứng trong họ Cybocephalidae. Loài này được Erichson miêu tả khoa học năm 1845.